# 楊高北路駅
座標: 北緯31度16分56.1秒 東経121度35分56.6秒 / 北緯31.282250度 東経121.599056度
楊高北路駅（ようこうほくろえき）は、中華人民共和国上海市浦東新区巨峰路楊高北路に位置する上海地下鉄12号線の駅。

## 駅構造
- 島式ホーム1面2線の地下駅。ホームドア設置。

## 歴史
- 2013年12月29日 - 12号線開業。

## 隣の駅
上海地下鉄
■12号線
巨峰路駅 - 楊高北路駅 - 金京路駅